# Obervaz
Obervaz (ufficialmente Vaz/Obervaz, in cui Vaz è la denominazione in romancio e Obervaz quella in tedesco; in italiano Vazzo, desueto) è un comune svizzero di 2 780 abitanti del Canton Grigioni, nella regione Albula.

## Geografia fisica
Obervaz è situato nella valle dell'Albula, sulla sponda destra. La frazione Lenzerheide, centro principale del comune, dista 18 km da Coira, 44 km da Davos e 59 km da Sankt Moritz. Il punto più elevato del comune è la cima del Parpaner Rothorn (2861 m s.l.m.), sul confine con Lantsch e Arosa.

## Storia
La storia del paese fu legata nel Medioevo alla famiglia della casata dei baroni Von Vaz, tra le più potenti nel territorio alpino tra il 1134 e il 1338.

## Monumenti e luoghi d'interesse
- Chiesa parrocchiale cattolica di San Donato in località Zorten, attestata dal 1218 e ricostruita nel 1499 e nel 1874-1875[1];
- Chiesa cattolica di San Giovanni Battista in località Muldain, attestata dal 1508 e ricostruita nel 1499 e nel 1673-1677[1];
- Chiesa cattolica di San Lucio in località Lain, attestata dal 1508 e ricostruita nel 1499 e nel 1678-1680[1];
- Viadotto di Solis.

## Società

### Evoluzione demografica
L'evoluzione demografica è riportata nella seguente tabella:
Abitanti censiti

### Lingue e dialetti
Circa il 10% dei residenti parla romancio (dati del 2000; nel 1920 era il 73%), il resto parla tedesco.

## Geografia antropica

### Frazioni
Le frazioni di Obervaz sono:
- Lain
- Lenzerheide, centro principale e rilevante stazione sciistica[4]
  - Sporz
- Muldain
- Solis[5]
  - Ober-Solis
  - Unter-Solis
- Valbella[4]
- Zorten

## Infrastrutture e trasporti

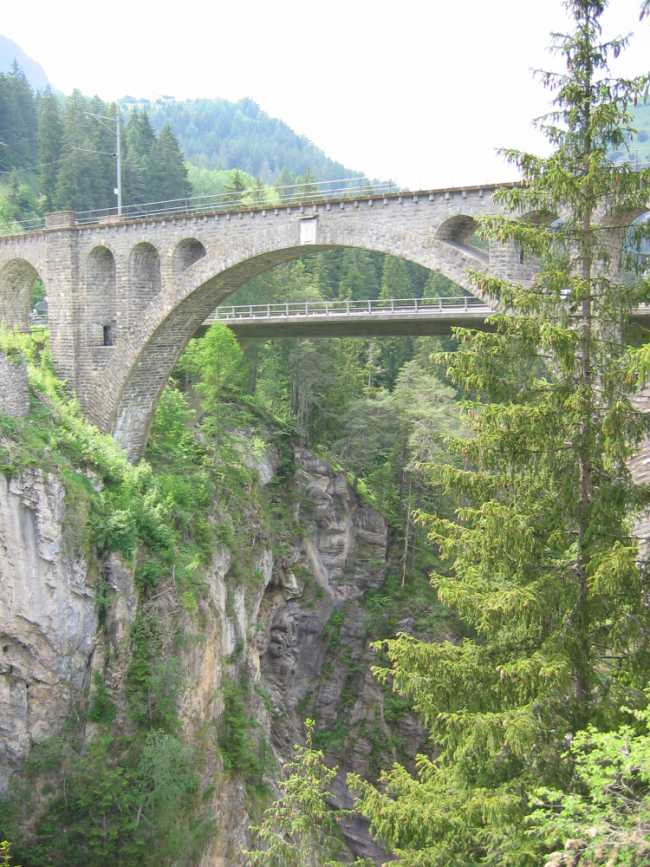
Il viadotto di Solis

La località è servita dalla stazione di Solis sulla ferrovia dell'Albula. L'uscita autostradale di Thusis, sulla A13/E43, dista 21 km.